# اریک والی
اریک والی (به فرانسوی: Éric Valli) (زاده ۱۹۵۲ در دیژون) عکاس و کارگردان فرانسوی است.

## زندگی و حرفه
والی در نوجوانی با مسافرت به مناطق مرکزی آسیا، زندگی در میان مردم محلی را تجربه کرد. او از ابتدا علاقه زیادی به هیمالیا و نپال داشت و بسیاری آز آثار موفق او از جمله دو مجموعه عکس و نیز فیلم سینمایی هیمالیا حاصل علاقه‌مندی و گذراندن بخشی از سال‌های عمرش در آن مناطق است. او برای مدتی به‌عنوان یک عکاس جغرافیایی برای مجله نشنال جئوگرافیک کار می‌کرد.
والی در سال ۱۹۹۹ فیلم هیمالیا را کارگردانی کرد. این فیلم که روایتگر زندگی پرفراز و نشیب روستائیان تبتی بود در سال ۲۰۰۰ به‌عنوان نخستین فیلم نپالی نامزد جایزه اسکار بهترین فیلم خارجی شد. فیلم هیمالیا در تلویزیون ایران نیز به نمایش درآمده‌است.

## فیلم‌شناسی
- رد پا (۲۰۰۶)
- بزرگ‌ترین گام (۲۰۰۲)
- شکارچیان عسل (۲۰۰۲) (تلویزیونی، بازسازی فیلم ۱۹۸۹)
- هیمالیا (۱۹۹۹)
- شکارچیان عسل (۱۹۸۹)